# Oliver Tree
Oliver Tree Nickell (Santa Cruz, 29 giugno 1993) è un cantautore e rapper statunitense.

## Biografia

### Inizi (2011-2016)
Originario della California, ha avviato la sua attività musicale in una band ska chiamata Irony. Successivamente si è interessato all'hip hop e alla musica elettronica, diventando DJ per un gruppo rap chiamato Mindfuck. Con lo pseudonimo Tree ha aperto i concerti di numerosi artisti tra cui Tyler, the Creator, Nero, Frank Ocean e Skrillex.
All'età di 18 anni, nel 2011, ha firmato un contratto discografico con la R&S Records.
Nel febbraio 2013 ha pubblicato in forma indipendente l'album Splitting Branches e nel mese di agosto l'EP Demons.
Tuttavia negli anni seguenti decide di concentrarsi sugli studi intrapresi presso l'Istituto delle arti di California.
Ritorna ufficialmente a fare musica nel 2016, quando pubblica il singolo When I'm Down, realizzato in collaborazione con il DJ Whethan. Poco dopo l'uscita di questo brano firma un contratto per Atlantic Records.

### Alien Boy e Ugly Is Beautiful (2018-2020)
Il suo debutto con questa "major" avviene nel febbraio 2018, quando viene pubblicato l'EP Alien Boy. Pubblica altri singoli con annessi videoclip nel periodo successivo; mentre è dell'agosto 2019 l'EP Do You Feel Me?. Nel dicembre 2019 annuncia l'uscita del suo primo album in studio prevista per il 27 marzo 2020. Tuttavia, a causa della pandemia da COVID-19, l'uscita nel disco viene posticipata di diverse settimane fino ad avere come data definitiva quella del 17 luglio 2020, giorno in cui esce Ugly Is Beautiful, appunto il primo album in studio ufficiale di Tree. Nel brano Let Me Down (2020), non incluso nell'album, collabora con i Blink-182.
Nel mese di settembre annuncia una collaborazione con la band russa Little Big con cui pubblica il singolo Turn It Up il 2 settembre; seguito dall'extended play Welcome to the Internet e dall'altro singolo The Internet.

### Cowboy Tears e Miss You (2021-2022)
A febbraio 2021 pubblica "Out Of Ordinary", singolo che precede la versione deluxe di Ugly Is Beautiful.
Il 18 febbraio 2022 pubblica il suo secondo album in studio, Cowboy Tears, preceduto dai singoli "Cowboys Don't Cry" uscito il 14 gennaio e "Freaks & Geeks" uscito il 4 febbraio.
Pochi mesi dopo pubblica altri due singoli, I Hate You uscito il 20 maggio e Placeholder uscito il 15 luglio.
Dopo aver annunciato un tour per promuovere l'album, il 5 agosto 2022 esce Miss You, in collaborazione con il DJ tedesco Robin Schulz.
Il singolo riscuoterà un ottimo successo radiofonico, tanto da raggiungere la 84° posizione nella Billboard Hot 100 americana.
Il 23 settembre esce la deluxe version di Cowboy Tears, chiamata Cowboy Tears Drown The World In A Swimming Pool Of Sorrow.

### Alone in a Crowd (2023-presente)
Il 3 marzo 2023 viene pubblicato un singolo in collaborazione con David Guetta, "Here We Go Again". 
Il 20 giugno vengono annunciati sia il terzo album in studio Alone in a Crowd, sia il suo primo singolo "Bounce".
Prima dell'album vengono pubblicati altri tre estratti; "One & Only" il 21 luglio, "Essence" il 1 settembre e "Fairweather Friends" il 15 settembre.
Due settimane dopo, il 29 settembre, Alone in a Crowd viene pubblicato.
Inoltre, tra ottobre 2023 e febbraio 2024, Oliver Tree intraprende un tour mondiale per promuovere l'album.
Il tour includerà spettacoli in America, Australia ed Europa.

## Discografia

### Album in studio
- 2013 – Splitting Branches (come Tree)
- 2020 – Ugly Is Beautiful
- 2022 – Cowboy Tears
- 2023 – Alone in a Crowd

### EP
- 2013 – Demons (come Tree)
- 2018 – Alien Boy
- 2019 – Do You Feel Me?
- 2021 – Welcome to the Internet (con i Little Big)

### Singoli
- 2016 – When I'm Down (con Whethan)
- 2017 – All You Ever Talk About (con Whethan)
- 2017 – Welcome To LA
- 2017 – All I Got
- 2017 – Cheapskate
- 2017 – Enemy (con Whethan)
- 2018 – Upside Down
- 2018 – All That
- 2018 – Movement
- 2018 – Alien Boy
- 2018 – Hurt
- 2019 – Fuck
- 2019 – Do You Feel Me? (con Whethan)
- 2019 – All Bets Are Off
- 2019 – Miracle Man
- 2019 – Cash Machine
- 2020 – Let Me Down (feat. Blink-182)
- 2021 – Out of Ordinary
- 2021 – Turn It Up (con i Little Big feat. Tommy Cash)
- 2021 – Life Goes On
- 2022 – Cowboys Don't Cry
- 2022 – Freaks & Geeks
- 2022 – I Hate You
- 2022 – Placeholder
- 2022 – Miss You (con Robin Schulz)
- 2023 – Here We Go Again (con David Guetta)
- 2023 – One & Only
- 2023 – Essence
- 2023 – Fairweather Friends